# Константин Сицилийский
Константин Сицилийский (также известен как Константин Грамматик и Константин Философ) — византийский поэт, живший в IX—X веках (точные даты его жизни неизвестны).
Сведений о его жизни сохранилось мало. Известно, что он был учеником Льва Философа (также известного как Лев Математик) и, предположительно, патриарха Фотия. Из сохранившихся произведений Константина Сицилийского можно сделать вывод, что он ненавидел своего учителя, называя его «ненавистным язычником», хотя само его творчество также испытало влияние античных традиций. Ему также было не чуждо самомнение — он называл себя «хорошо выдоившим молоко Каллиопы» (древнегреческая богиня песнопений).
Его творческое наследие представлено так называемыми «анакреонтовскими стихотворениями» на тему любви и траурной скорби (в первую очередь это «плачи» по своим родственникам, погибшим во время морской бури). Его авторству также принадлежит «Апология Льва Философа», представляющая собой сатирическую поэму, в которой он высмеивает настоятеля и своего учителя за, по его мнению, слишком сильное увлечение последним античной (языческой) философией и поэзией, предрекая ему страшные мучения в аду после смерти и рекомендуя ещё при жизни отправиться туда, чтобы лично повстречаться с языческими деятелями.
Безусловность авторства Константина Сицилийского по отношению к этой поэме, а также к ряду обнаруженных эпиграмм, адресованных тому же Льву Философу, является, тем не менее, предметом научных споров: в частности, было высказано мнение, что все эти произведения написаны на самом деле святым Константином.